# Persatuan Sepakbola Indonesia Kediri
El Persatuan Sepakbola Indonesia Kediri, més conegut com a Persik Kediri, és un club de futbol indonesi de la ciutat de Kediri, Java Oriental.

## Història
El club va ser fundat el 1950 per R. Muchamad Machin, THD Rahmat, i M. Sanusi. El club juga a la Premier Division des de 2003.

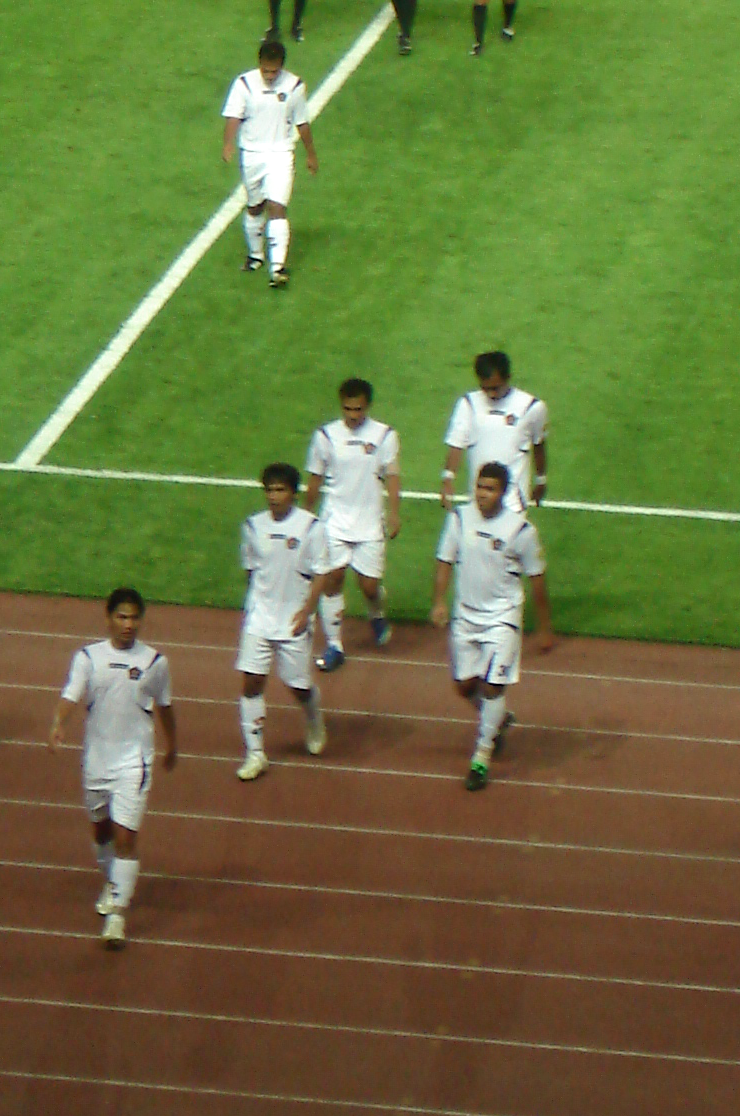
Jugadors del Persik a Xangai (2007)

## Palmarès
- Lliga indonèsia de futbol: 
  - 2003, 2006
- Copa de la Lliga del Governador de Java Oriental: 
  - 2002, 2005, 2006, 2008